# Shoalhaven (LGA)
City of Shoalhaven is een Local Government Area (LGA) in Australië in de staat New South Wales. City of Shoalhaven telt 95.812 inwoners. De hoofdplaats is Nowra.